# Tanjung Serayan
Tanjung Serayan is een bestuurslaag in het regentschap Mesuji van de provincie Lampung, Indonesië. Tanjung Serayan telt 1763 inwoners (volkstelling 2010).